# Conde da Moita
Conde da Moita de juro e herdade e com Honras de Parente é um título nobiliárquico português criado pelo Rei D. João VI por Decreto de 9 de Julho de 1824 em favor de José António de Aragón Azlor, 13.º Duque de Villahermosa em Espanha.
Primeiramente criado em três vidas, o título foi tornado de juro e herdade e acrescentado com Honras de Parente pelo Rei D. João VI por Decreto de 13 de Maio de 1825.

## Condes da Moita (1824)

### Titulares
1. José António de Aragón Azlor y Pignatelli de Aragón (1785–1852), 13.º Duque de Villahermosa
2. Marcelino Pedro de Aragón Azlor y Fernández de Córdoba (1815–1888), 14.º Duque de Villahermosa
3. Maria del Cármen de Aragón-Azlor y Idiáquez (1841–1905), 15.ª Duquesa de Villahermosa
4. Francisco-Xavier de Aragón-Azlor de Idíaquez (1842–1919), 16.º Duque de Villahermosa
5. José Antonio Azlor de Aragón y Hurtado de Zaldivar (1873–1960), 17.º Duque de Villahermosa
6. Maria del Pilar Azlor de Aragón y Guillamas (1908–1997), 18.ª Duquesa de Villahermosa
7. Álvaro de Urzáiz y Azlor de Aragón (1937), 19.º Duque de Villahermosa

### Armas
As armas dos Duques de Villahermosa. Escudo partido: I - cortado de Castela e Leão, II - Aragão. Coroa de Conde.